# Герб Тугуро-Чумиканского района
Герб Тугу́ро-Чумика́нского муниципального района Хабаровского края Российской Федерации — является официальным символом района.
Герб утверждён Решением № 230 Собрания депутатов Тугуро-Чумиканского района 24 декабря 2008 года.
Герб внесён в Государственный геральдический регистр Российской Федерации под номером 4709.

## Описание герба
«В зелёном поле с лазоревой (синей, голубой) оконечностью завершённой золотом, обременённой шестью серебряными малыми рыбами (три, две, одна) — два сообращённых и восстающих северных оленя того же металла и между ними — поддерживаемый ими золотой тарч (круглый щит), поверх которого положена червлёная (красная) стрела в левую перевязь».

Герб Тугуро-Чумиканского муниципального района может воспроизводиться в двух равно допустимых версиях: без вольной части и с вольной частью — четырехугольником, примыкающим к верхнему правому углу щита с воспроизведенным в нем гербом Хабаровского края.
Герб Тугуро-Чумиканского муниципального района в соответствии с Методическими рекомендациями по разработке и использованию официальных символов муниципальных образований (Раздел 2, Глава VIII, п.п. 45-46), утверждёнными геральдическим Советом при Президенте Российской Федерации 28 июня 2006 года может воспроизводиться со статусной короной установленного образца.

## Описание символики
Герб Тугуро-Чумиканского района языком символов и аллегорий отражает характерные особенности самобытной своеобразной культуры коренного народа, особенности развития района, его богатство.
Два оленя в гербе района: дикий и домашний (с одетой уздечкой) символизируют прошлое, настоящее и будущее района. Большую часть населения составляют коренные жители — эвенки оленеводы.
Зелёный цвет — символ природы, здоровья, молодости, жизненной энергии отражает территорию района большей частью, покрытую тайгой.
Золотой щит аллегорически говорит о богатых недрах района, в том числе и золотом.
Золото — символ богатства, стабильности, процветания, интеллекта и уважения.
Стрела символизирует распространенную здесь охоту на пушного зверя. Направление стрелы аллегорически показывает на географическое расположение Тугуро-Чумиканского района на северо-востоке Хабаровского края.
Красный цвет — символ труда, силы, мужества, красоты.
Голубая оконечность с рыбами отражает развитое рыболовство и расположение района на побережье Охотского моря.
Серебро — символ чистоты, совершенства, мира и взаимопонимания, бескрайних северных просторов и снега.
Шесть рыб также образно указывают на шесть населенных пунктов, входящих в состав района.

## История герба
Герб Тугуро-Чумиканского муниципального района разработан при содействии Союза геральдистов России.
Авторы герба: идея герба — Станислав Манига (Тугуро-Чумиканский р-н); геральдическая консультация — Константин Мочёнов (Химки); художник — Станислав Манига, Оксана Фефелова (Балашиха); компьютерный дизайн — Оксана Фефелова; обоснование символики — Станислав Манига, Кирилл Переходенко (Конаково).